# Мост Либертадор-Хенераль-Сан-Мартин
Мост Либертадо́р-Хенера́ль-Сан-Марти́н (исп. Puente Libertador General San Martín) — автодорожный мост, пересекающий реку Уругвай и соединяющий аргентинский город Гуалегуайчу с уругвайским Фрай-Бентосом.
Планировка строительства моста через реку Уругвай была начата в 1960 году. Комиссия по планировке решила, что лучшим местом для моста будет Пуэрто-Унзуэ и Фрай-Бентос. В 1967 году две страны подписали соглашение, ратифицировав местонахождение конструкции, а в 1972-м контракт на строительство был присуждён Международному мостовому консорциуму(исп. Consorcio Puente Internacional), установив стоимость в 21,7 млн. долларов США.
Мост Либертадор-Хенераль-Сан-Мартин был официально открыт 16 сентября 1976 года. Тогда он был открыт для публичного использования, а на следующий день начал функционировать в режиме платного доступа.
Назван в честь Хосе де Сан-Мартина, главного борца за независимость Аргентины, Чили и Перу от Испании.